# Karaaksteek
De karaaksteek of hielingsteek is een sterke knoop die ook makkelijk weer losgehaald kan worden, wat de knoop geschikt maakt voor het verbinden van twee einden waarop veel kracht wordt uitgeoefend, bijvoorbeeld in een sleeptros.
De karaaksteek wordt vaak verkeerd voorgedaan. De uiteinden horen schuin tegenover elkaar te eindigen. Met de beide einden aan dezelfde kant wordt het de wakeknoop, een heraldische knoop genoemd naar Hereward de Wake.